# Giuseppe Rubini

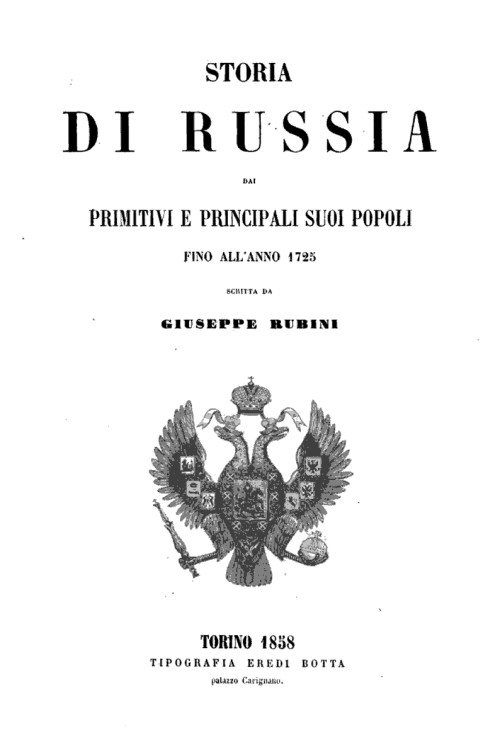
Storia di Russia, 1858

Giuseppe Rubini (Dervio, 22 gennaio 1793 – Milano, 21 agosto 1864) è stato un italianista italiano attivo principalmente in Russia dove era citato come Рубини, Иосиф (Джузеппе) Павлович.

## Biografia
Docente di italiano presso l'Università di Mosca, scrittore, discendente da famiglia nobile; trascorse i primi anni dell'infanzia a Tirano, in Valtellina, dove il padre era pubblico ufficiale. Ha studiato alla R. Collegio Gallico, a Como, e poi presso l'Università di Pavia, dove si diplomò.
Nel 1822 si stabilì a Monaco di Baviera, su invito del generale Taushev, capo del corpo dei cadetti, come insegnante di lingua italiana nel Corpo e il 20 luglio 1824 è andato in Russia, "per vedere il paese, che, sotto la saggia gestione paterna e dei loro sovrani, ha fatto così rapidi progressi nel campo dell'educazione"; il 7 agosto era a San Pietroburgo.
Nell'estate del 1825 fu a Carskoe Selo. Qui a casa del conte Giulio Renato Litta, si incontrò con Karamzin, che gli donò una copia in francese della propria Storia dell'Impero Russo (История государства Российского, cioè Histoire de l'Empire de Russie tradotta da St. Thomas e Jauffret), e passando a San Pietroburgo fu presentato ad Alexander Shishkov (in russo Шишков, Александр Семёнович), allora ministro della Pubblica Istruzione. Con il suo aiuto il 17 agosto 1826 fu accettato al servizio russo come insegnante di lingua italiana nel collegio universitario di Mosca e rapidamente (11 febbraio 1827) ricevette la cattedra di lingua e letteratura italiana presso l'Imperiale Università Statale di Mosca.
Il 13 marzo 1843 prese la cittadinanza russa, e il 17 agosto 1851, dopo 25 anni, fu approvato dal Consiglio dell'Università come docente per altri 5 anni.

## Opere
- Cours grammaticale de la langue Italienne, Mosca, 1828
- Scelta di Prose Italiane, Mosca 1832, con dizionario italiano-francese-russo
- L'Inferno di Dante, Mosca, 1838, con commento
- Antologia Poetica Italiana del Secolo Decimo Nono, Mosca, 1843-1844, con le biografie di 26 poeti italiani
- Dei Doveri degli uomini di Silvio Pellico, Mosca 1849, con dizionario italiano-francese-russo
- Tre squarci tratti dal manoscritto della Storia Russa, Mosca, 1854
- Storia di Russia dai primitivi e principali suoi popoli fino al 1725, Torino, 1858
- Storia della Letteratura Russa, con Stefano Sheviref, in russo Шевырёв, Степан Петрович, Firenze, 1862